# Deesa de Galera
La deessa de Galera, o Dama de Galera és una escultura antropomòrfica que va ser trobada a la província de Granada i que pertany a la tomba número 20 (a la zona I), del segle v aC del jaciment. És una figureta fenícia del segle vii aC (semblant a una altra que va ser trobada a Cartago, al nord d'Àfrica), feta en alabastre, que probablement representi la deessa Astarte. La dama està asseguda entre dues esfinxs i sosté un bol al qual aboca líquid per dos forats que té als pits. S'aprecia en la figura influència mesopotàmica per les seves formes robustes. En canvi, l'estilització en el vestit i els cabells denoten influències egípcies. A causa del seu caràcter d'objecte sagrat, va passar per diverses generacions fins al seu enterrament final com a part d'un aixovar funerari. L'escultura es conserva i s'exhibeix al Museu Arqueològic Nacional de Madrid.

## Lloc de la troballa
Galera és una localitat de la província de Granada, corresponent a l'antiga Tútugi. A la seva rodalia hi ha un important jaciment arqueològic en el qual es troba la necròpoli ibèrica de Tútugi (al Turó del Real) que alberga diferents tipus de tombes. El més freqüent d'aquests tipus és el que consta d'una cambra rectangular, coberta per un túmul circular, a la qual s'arriba a través d'un llarg passadís. En aquestes tombes s'han trobat diversos objectes, com adorns, gots grecs i ibers, armes, peces d'aixovar i figures de fang i d'alabastre. Se situen entre els segles VI i III aC.